# Västertorp

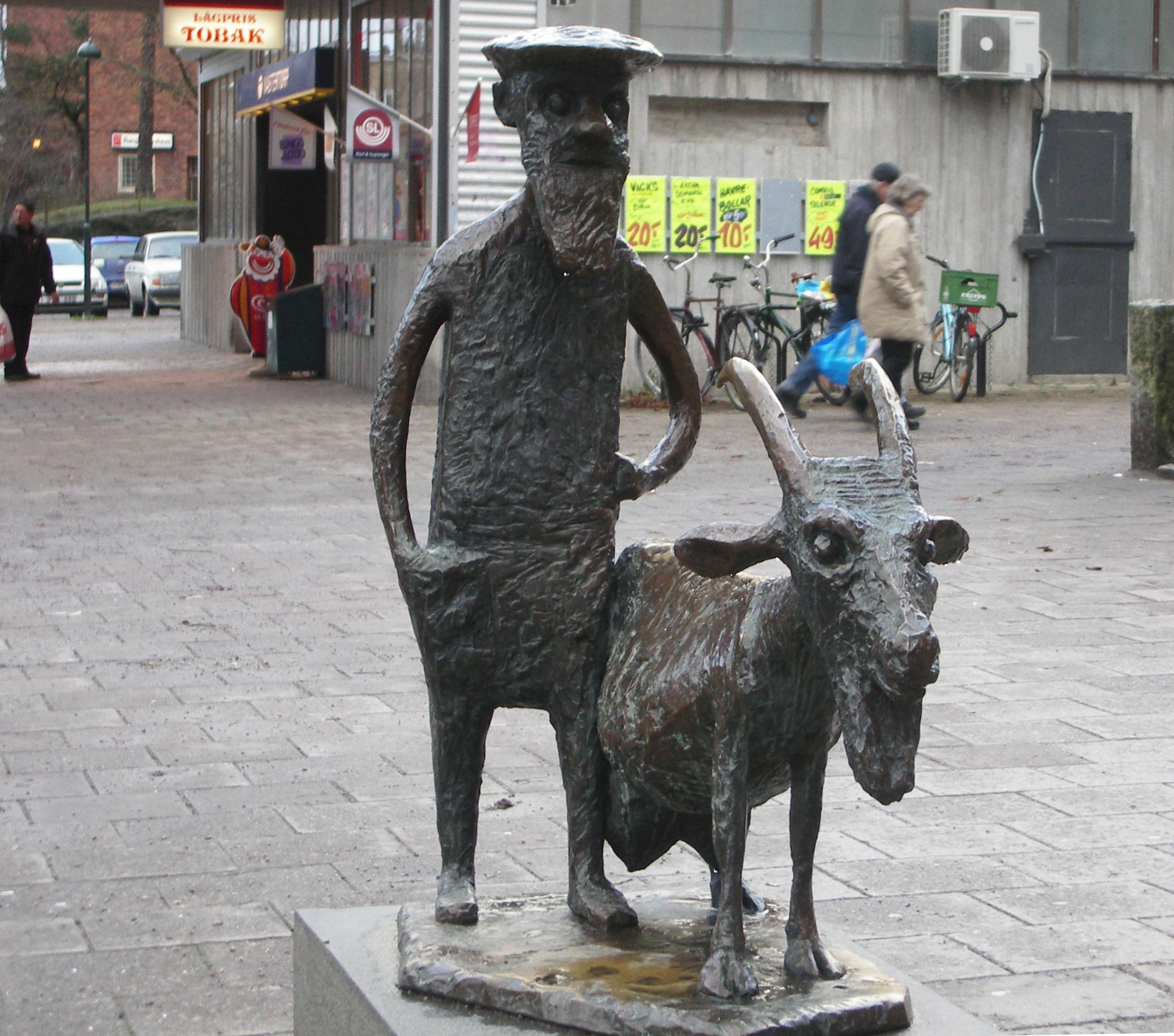
Estátua em Västertorp

Västertorp é um bairro da cidade de Estocolmo, situado na zona de Söderort. Faz parte da comuna de Estocolmo, integrando a freguesia de Hägersten-Liljeholmen.
Faz fronteira com os bairros de Fruängen, Hägerstensåsen, Mälarhöjden e Hägersten.
No centro de Västertorp, existem inúmeras lojas pequenas. Uma grande parte da população é composta por pensionistas.

## História
O primeiro plano de construção urbana de Västertorp foi concebido em 1947, tendo a construção sido iniciada no período entre 1949 e 1952. A criação do novo bairro (stadsdelen, em sueco) teve lugar em 1 de Fevereiro de 1948, com terrenos retirados dos bairros de Västberga, Hägersten e Mälarhöjden.
Västertorp foi o primeiro bairro de Estocolmo a ter no seu plano de construção ruas estritamente pedonais. A maior parte dos nomes das suas ruas possuem nomes relacionados com os desportos de Inverno.
Possui o maior índice de estátuas incorporadas nos espaços públicos de Estocolmo, sendo por vezes designado como a maior exposição ao ar livre da cidade.
Na escola de Västertorp, existem também duas obras de arte únicas: um mosaico chamado "Vindens saga" ("a saga do vento") de Otte Sköld e o fresco "Sagan om solen och stormen" ("saga do sol e da tempestade") de Vera Nilsson.

## Estação do metropolitano

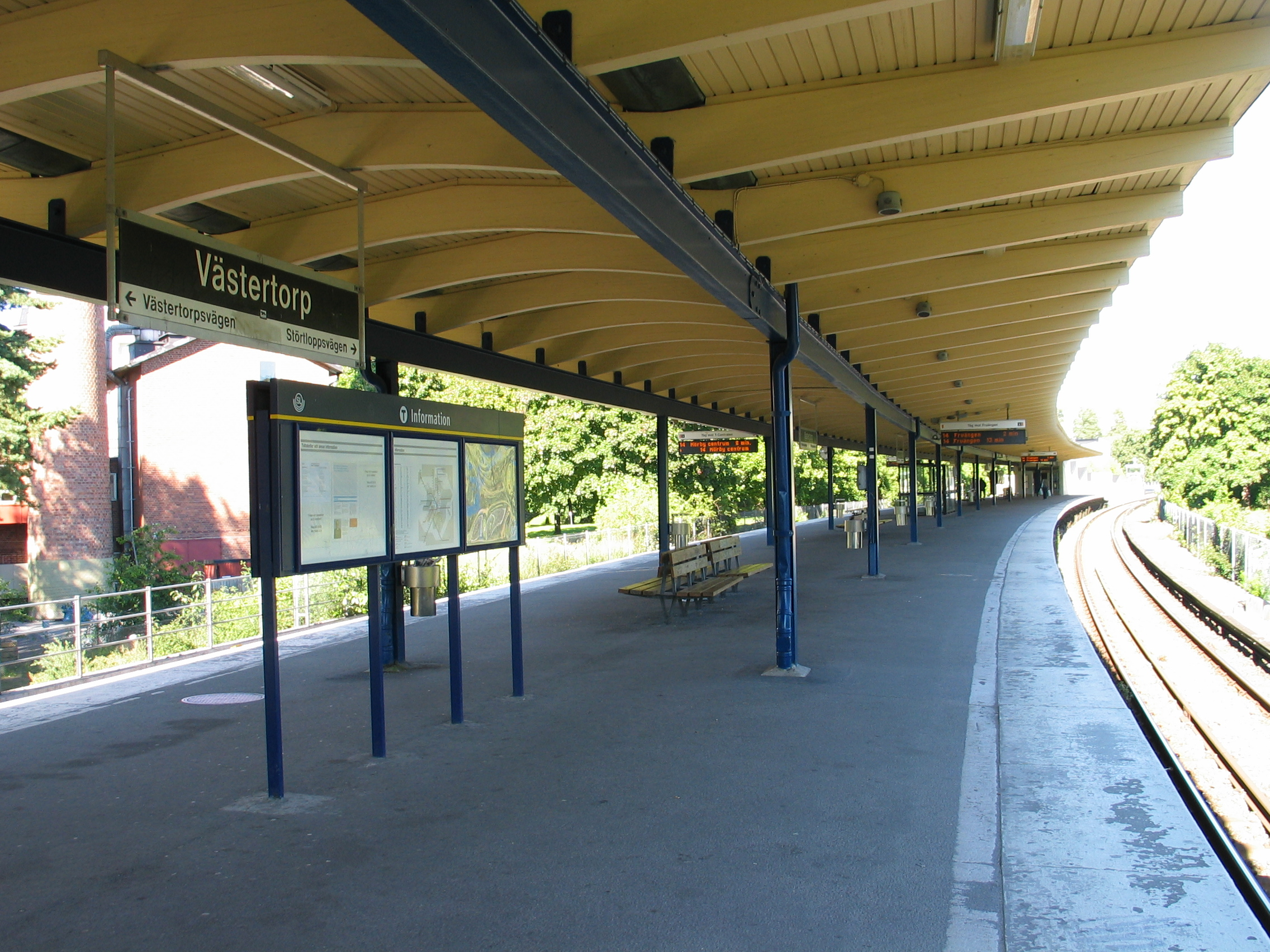
Estação de Västertorp

Västertorp alberga uma estação do Metropolitano de Estocolmo com o seu nome, pertencente à linha vermelha. Situa-se entre as estações Hägerstensåsen e Fruängen. Encontra-se entre as ruas Störtloppsvägen e Västertorpsvägen. A distância para a estação de Slussen é de 7,4 kmr. Foi inaugurada em 5 de abril de 1964.
A estação consiste de uma plataforma exterior, com uma entrada por sul (Västertorpsvägen 81) e outra por norte (Störtloppsvägen 9).